# Faustkeil von Rhede

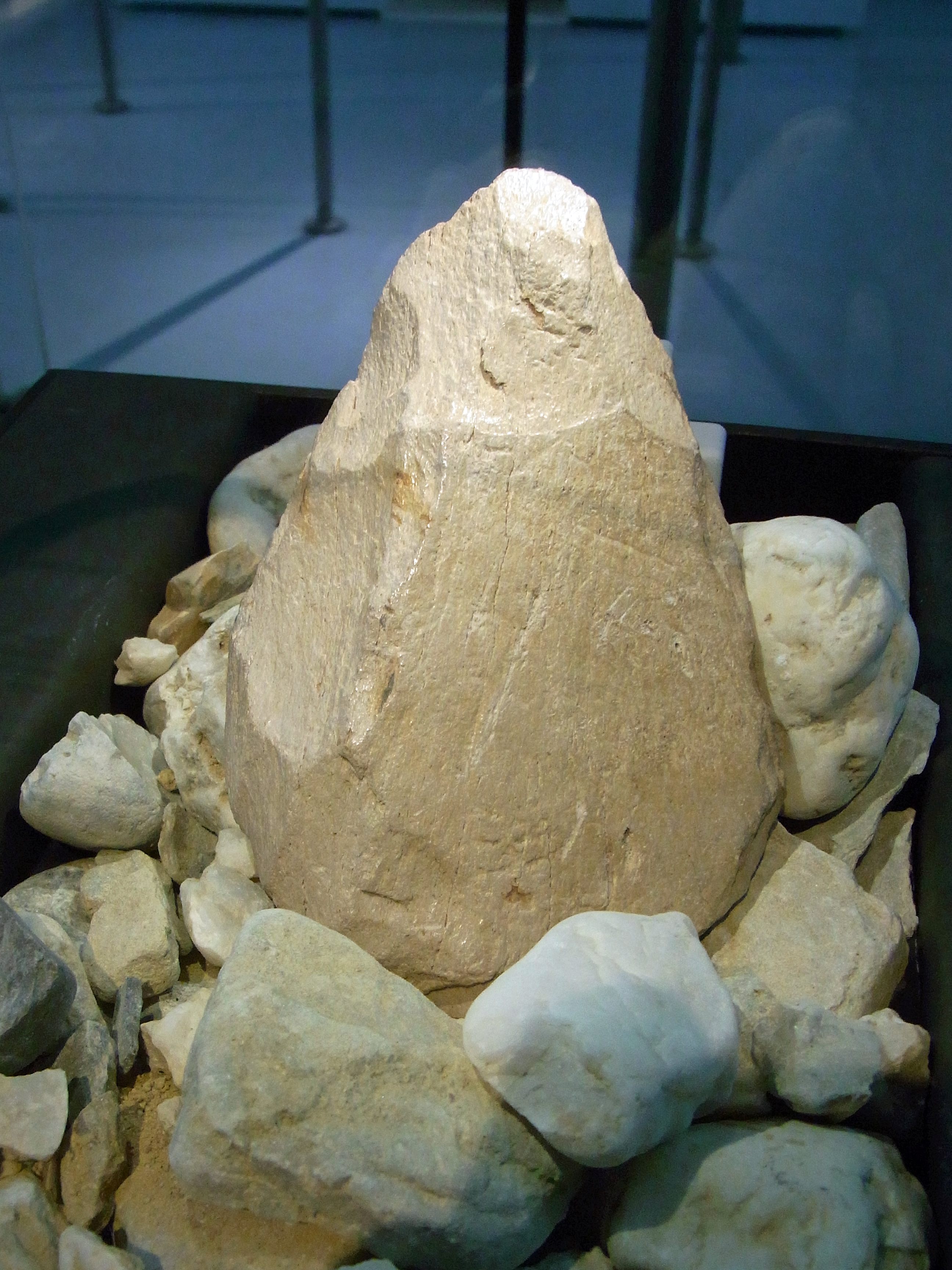
Faustkeil von Rhede, 2011 fotografiert, Leihgabe von Manfred Tangerding

Der Faustkeil von Rhede stammt aus dem Mittelpaläolithikum und wurde auf ein Alter von etwa 80.000 Jahren datiert. Er misst 14,0 cm, nach anderen Angaben 14,5 cm, ist 94 mm breit und 38 mm hoch. Das nur 240 g schwere Gerät wurde 1982 bei Rhede im Kreis Borken entdeckt.
Dabei ist dieser Faustkeil insofern sehr ungewöhnlich, als er aus Mammutknochen hergestellt wurde, gewonnen vermutlich aus einem Oberschenkelknochen. Die Dorsalseite weist neben Resten der natürlichen Oberfläche des Knochens eine flächige Retusche auf. Die Ventralseite ist nur an den Kanten retuschiert und ansonsten von der Spongiosa, dem schwammartigen Gewebe aus dem Inneren des Knochens, bedeckt. Sowohl Basal- als auch Terminalende sind verdünnt.
Der Faustkeil ist eines der Exponate der Dauerausstellung des Archäologischen Museums Herne.